# 혼마루
혼마루(일본어: 本丸 혼마루[*])는 일본의 성의 중핵 구역의 구루와의 명칭이다. 이치노쿠루와(一の曲輪)·혼쿠루와(本曲輪)등으로 부르기도 한다. 일본의 중세성곽에서는 본성, 실성, 쓰메마루(詰丸) 등 성에 따라 부르는 호칭이 달라진다. 근세이전의 성터 조사에서는 주곽 등으로 불린 적도 있다. 또, 이 같은 이유로 일본에서는 사물의 본질, 조직의 중핵 등을 가리키는 경우에도 혼마루란 말을 사용하기도 한다.
혼마루에는 혼마루 어전(本丸御殿)이라는 호화로운 건물을 세워 성주의 일상생활과 정무를 보던 곳으로 사용된 경우와 혼마루의 면적을 좁게하여 전시에 대비한 주곽으로써 역할을 강조한 경우도 있다. 주곽으로의 역할을 강조한 경우에는 성주의 일상생활과 정무의 정청은 니노마루·산노마루에 어전 건물을 두었다. 또, 아즈치모모야마 시대와 에도 시대에 오면 혼마루에는 일본 성의 상징인 건물인 천수를 세웠다. 혼마루 안 또는 혼마루와는 별도인 장소에 천수를 세운 소규모의 구역인 덴슈쿠루와 또는 덴슈마루를 두었다. 성의 혼마루도 가상학(家相學)에 따라 지어진 경두도 있다. 혼마루의 중심, 혹은 어전 건물의 중심을 중심으로 해 성의 정문인 오테 문을 남동쪽에 두었고, 귀문(鬼門)의 방향인 동북쪽에는 각을 두지 않게 모퉁이를 없애는 것을 좋게 여겼다. 더불어 천수와 천수대용의 3층 망루 등은 북서쪽에 세우는 것이 좋다고 믿었다.
현존하는 혼마루 어전은 매우 적어 비교적 잘 보존되어 있는 곳은 고치성밖에 없다. 가와고에 성과 마쓰마에성은 현관부분만 남아 있다. 천수와 망루의 복원 사업은 많지만, 혼마루 어전의 경우 자료 부족과 상징성이 결여된 면이 있어 복원되는 것이 드물다. 현재 나고야 성의 경우 2018년을 목표로 복원중에 있다.